# Первобытный страх (фильм)
«Первобытный страх» (англ. Primal Fear) — остросюжетный фильм режиссёра Грегори Хоблита по одноимённой книге Уильяма Дила.
Среди всех фильмов выпуска 1996 года фильм остался в числе 30 лидеров проката, войдя в десятку самых кассовых за первую половину киносезона (возглавляя список в течение первых трёх уик-эндов).

## Сюжет
Убит архиепископ Рашмен, рядом с его трупом обнаружен испуганный подросток Аарон (Эдвард Нортон), вся одежда которого пропитана кровью священнослужителя. Защищать его в суде берется известный адвокат Мартин Вейл (Ричард Гир), который уверен, что спасёт юношу от смертной казни и, выиграв этот скандальный процесс, упрочит свою репутацию. Его противником в суде выступает его бывшая любовница Джанет Венейбл (Лора Линни), вынужденная выполнять волю коррумпированного генерального прокурора, замешанного вместе с убитым епископом в финансовых махинациях с продажами церковной земли.
Также в процессе расследования этого дела выясняется, что Аарон страдает раздвоением личности. Однако в процессе расследования дела всплывают неприятные факты о прошлом архиепископа Рашмена, помимо финансовых махинаций, епископ, подбирая бездомных молодых людей на улице, использует их в качестве источника собственного удовольствия, что существенно влияет на ход процесса, так как подзащитный принимал участие в одном из порнографических фильмов, отснятых епископом.
В процессе заседания при перекрёстном допросе Аарон показывает свою вторую личность, нападая на представляющую сторону обвинения Джанет Венейбл и хватая её за шею, после чего дело решают закрыть по причине невменяемости подсудимого.
При последней встрече Мартин Вейл обещает Аарону, что всё будет в порядке, ему окажут медицинскую помощь и после видимых результатов отпустят. Аарон просит прощения, так как опять «потерял время» и просит передать Джанет свои извинения за шею. Мартин прощается, обещая передать извинения, закрывает камеру, однако понимает, что Аарон не может помнить всё, что происходит во время «отключения». Вернувшись в камеру, он выслушивает всю правду от двуликого Аарона-Роя.

## В ролях
- Ричард Гир — Мартин Вейл, адвокат
- Лора Линни — Джанет Венейбл, помощник генерального прокурора
- Эдвард Нортон — Аарон Стэмплер, обвиняемый

## Награды и номинации
- 1997 — номинация на премию «Оскар» за лучшую мужскую роль второго плана (Эдвард Нортон)
- 1997 — премия «Золотой глобус» за лучшую мужскую роль второго плана (Эдвард Нортон)
- 1997 — номинация на премию BAFTA за лучшую мужскую роль второго плана (Эдвард Нортон)
- 1997 — номинация на премию «Сатурн» за лучшую мужскую роль второго плана (Эдвард Нортон)
- 1997 — номинация на премию канала «MTV» за лучшего злодея (Эдвард Нортон)